# (9779) 1994 RA11
A (9779) 1994 RA11 a Naprendszer kisbolygóövében található aszteroida. Ueda Szeidzsi, Kaneda Hirosi fedezte fel 1994. szeptember 1-én.